# Teilvorgespanntes Glas
Teilvorgespanntes Glas, kurz TVG (geregelt in DIN EN 1863-1), wird einem thermischen Vorspannprozess unterzogen. Der Abkühlvorgang vollzieht sich jedoch langsamer als beim vollvorgespannten Einscheiben-Sicherheitsglas (ESG). Dadurch kommt es beim TVG zu geringeren Spannungsunterschieden im Glas zwischen dem Kern und den Oberflächen.

## Eigenschaften
Die Biegefestigkeit von 70 N/mm² liegt zwischen der von Floatglas 45 N/mm² (nach EN 572) und Einscheiben-Sicherheitsglas 120 N/mm² (nach DIN EN 12150). Des Weiteren hat TVG mit 100 K eine höhere  Temperaturwechselbeständigkeit als Floatglas mit ca. 40 K (nach EN 572). Im Bruchfall entstehen Risse, die radial vom Bruchzentrum zu den Scheibenrändern verlaufen, ähnlich wie beim Bruch von Floatglas.
| Material  | Norm          | Biegefestigkeit | Temperaturwechsel- Beständigkeit | Bruch              |
| --------- | ------------- | --------------- | -------------------------------- | ------------------ |
| Floatglas | DIN EN 572    | 045 N/mm²       | 040 K                            | radiale Risse      |
| TVG       | DIN EN 1863-1 | 070 N/mm²       | 100 K                            | radiale Risse      |
| ESG       | DIN EN 12150  | 120 N/mm²       | 200 K                            | kleine Bruchstücke |

## Verwendung
In der Praxis wird TVG fast ausschließlich für die Verbund-Sicherheitsglas-Herstellung verwendet. Im Verbund-Sicherheitsglas (VSG) entstehen beim Bruch großformatige zusammenhängende Bruchstücke, die noch eine hohe Gesamt-Resttragfähigkeit aufweisen. Deshalb wird VSG aus TVG hauptsächlich für Überkopfverglasungen und absturzsichernde Verglasungen verwendet.